# Slapt-get
slapt-get är ett fritt APT-liknande pakethanteringssystem för Slackware Linux, licensierat under GNU General Public License. Till slapt-get finns också gslapt, en grafisk (GTK+) front-end för det. slapt-get försöker emulera användargränssnittet i Debians apt-get så nära som möjligt.